# Juhani Siljo
Juhani Alarik Siljo, född 3 maj 1888 i Uleåborg, död 6 maj 1918 i Tammerfors, var en finländsk poet, journalist och litteraturkritiker.
Juhani Siljos föräldrar var sjömannen Alexander Sjögren och Maria Josefina Borsthuvud. Han gick ut lyceet i Uleåborg 1907 och utbildade sig därefter på Helsingfors universitet utan att ta examen.
Han arbetade vid sidan av författandet och litteraturkritik som redaktör på Helsingin Sanomat och tidskriften Valvoja. Han arbetade på Jyväskyläs bibliotek 1915-16. Under finska inbördeskriget  slogs Juhani Siljo på den vita sidan och sårades och togs till fånga av den röda sidan vid strider vid Orivesi. Han dog på ett militärsjukhus i Tammerfors av sina skador i krigets slutskede.
Juhani Siljo debuterade 1910 som poet med Dikter. Han skrev dikter och essäer samt översatte författare som Novalis, Friedrich Schiller, Johann Wolfgang von Goethe, Friedrich Nietzsche och Charles Baudelaire.